# Wistka (gmina Strzelce Wielkie)
Wistka – wieś w Polsce położona w województwie łódzkim, w powiecie pajęczańskim, w gminie Strzelce Wielkie, nad Pisią.
Wieś duchowna Wisnka, własność Akademii Krakowskiej położona była w końcu XVI wieku w powiecie radomszczańskim województwa sieradzkiego.
W latach 1975–1998 miejscowość należała administracyjnie do województwa częstochowskiego.